# 慕容进
慕容进（?—?），五胡十六國時代人物，后燕安昌侯。
390年九月，北平人吴柱拥立和尚法长为天子，攻破了北平郡，突进白狼城。后燕幽州牧高阳王慕容隆派慕容进带一百余骑兵奔袭白狼城。吴柱的部众溃散，慕容进捕拿斩殺吴柱。396年，平规叛亂占据了高唐。后燕皇帝慕容宝派高阳王慕容隆前去讨伐。七月，平规放弃高唐逃走。慕容隆派建威将军慕容进等渡过黄河追击，在济北斩平规。